# CN Tower
De CN Tower (voluit: Canadian National Tower) is een toren in de Canadese stad Toronto die dienstdoet als zendmast en toeristenattractie. Met 553,30 meter was de toren tot 13 september 2007 het hoogste vrijstaande bouwwerk ter wereld op land, waarna hij werd gepasseerd door de Burj Khalifa. Er zijn diverse masten die wel nog hoger zijn, maar die worden met tuien in evenwicht gehouden. Vanaf 1976 vormde hij lange tijd de hoogste tv-toren ter wereld, maar sinds de voltooiing van de Canton TV Tower in 2009 en de Tokyo Sky Tree in 2011 is hij nu de op twee na hoogste tv-toren van de wereld.

## Geschiedenis
De toren is in 1976 gebouwd door de Canadese nationale spoorwegmaatschappij Canadian National (CN) om aan te tonen waartoe de Canadese industrie in staat was. Toen CN bij haar privatisering in 1995 besloot zich enkel te richten op haar kerntaak (het rijden van goederentreinen) werd de toren afgestoten aan een federaal bedrijf dat staatseigendom beheert. Later is de toren geleased door TrizecHahn Corporation, een bedrijf dat de toeristenfaciliteiten uitbreidde.
Sinds het afstoten door CN heet de toren officieel Canada's National Tower, waardoor de populaire aanduiding CN Tower in gebruik kon blijven.

## Toeristenfaciliteiten
De toren is grotendeels hol van binnen. Op een hoogte van ongeveer 350 meter is een uitbouw met een aantal verdiepingen, waar zich de meeste toeristenfaciliteiten bevinden: een restaurant, een café, en diverse uitkijkruimtes, waaronder een uitkijkplatform aan de buitenkant. Doordat de uitbouw breder is dan de kern van de toren werd het mogelijk op de laagste verdieping van de uitbouw glazen vloeren te maken, waardoor toeristen ongeveer 350 meter recht naar beneden kunnen kijken.
Vanuit deze uitbouw brengen liften toeristen nog hoger, naar de SkyPod op een hoogte van 447 meter. Dit was het hoogste uitkijkplatform ter wereld, het record is in handen van de Burj Khalifa.
Naast de beroemde CN-tower staat de Rogers Centre, de thuisbasis van de baseballclub Toronto Blue Jays.